# Adriana Cisneros
Adriana Cisneros (Caracas, 17 dicembre 1979) è un'imprenditrice venezuelana, amministratore delegato e vicepresidente dell'Organizzazione Cisneros, un'azienda privata che si occupa di mezzi di comunicazione, intrattenimento, media digitali, investimenti immobiliari, sviluppi turistici e prodotti di consumo in vari paesi del mondo.

## Biografia
Adriana Cisneros è la nipote del fondatore dell'Organizzazione Cisneros, Diego Cisneros, e figlia del Presidente del Gruppo, Gustavo Cisneros,
A partire dal 2009, Adriana Cisneros, ha assunto il ruolo di Presidente della Fondazione Cisneros, un'organizzazione senza fini di lucro fondata da Gustavo Cisneros e Patricia Phelps de Cisneros, la cui attività è quella di promuovere l'educazione e la cultura in America Latina.
Adriana Cisneros supervisiona le attività educative sviluppata dalla Fondazione Cisneros, come l'Aggiornamento degli Insegnanti (AME), un programma online di formazione per docenti.

## Organizzazione Cisneros
Dopo la sua nomina a capo dell'Organizzazione Cisneros, Adriana Cisneros ristrutturò il Gruppo in quattro divisioni corporative:
- Cisneros Media: Divisione che include le imprese di mezzi di comunicazione ed intrattenimento. Compresi Entre Venevisión, canale televisiva leader del Venezuelacanal;[3] così come i canali cavo latino-americani Venevisión Plus, VmasTV e VePlusTV; e l'Organizzazione Miss Venezuela, la quale ha un record di sei corone Miss Mondo e sette Miss Universo.[4] Oltre alle grandi società come Cisneros Media Distribution, Venevisión Productions Archiviato il 15 ottobre 2013 in Internet Archive., le etichette discografiche los sellos VeneMusic e Siente Music; e produttrice e promotrice di concerti VeneShow.
- Cisneros Interactive: Divisione di media digitali creata nel 2011 e focalizzata sulle reti di pubblicità digitali e mobile, commercio electrónico, giochi di società e “crowdfunding”. Comprese aziende come RedMas y Adsmovil; anche di investimenti in imprese come Cuponidad,[5] Mobly, Idea.me e Queremos.
- Cisneros Real Estate: Divisione immobiliare il cui investimento emblematico è Tropicalia,[6] sviluppo del turismo sostenibile sita nella Repubblica Domenicana.
- Prodotti di Consumo e Servizi: Divisione formata dal Laboratorios FISA, l'agenzia di Viaggio Saeca e la società di comunicazioni Americatel.

## Affiliazioni e titoli
Adriana Cisneros è membro del Comitato Esecutivo e Direttore dell'"Academia Internacional de Artes & Ciencias de Televisión (International Emmy’s)", anche membro del Consiglio Internazionale di Fondi per l'America Latina e i Caraibi Museo di arte moderna in New York (MoMA),membro della giunta direttiva del PS1 MoMA, della Filarmonica di Los Angeles e membro fondatore Endeavor Miami.
È anche membro della giunta del "Latin American Board" dell'Università di Georgetown, e del "Council on Foreign Relations". È investitore privato del NXTP Labs, e serve come investitore e mentore dell'Acceleratore Digitale 21212 di Brasile. È inoltre membro del YPO Intercontinental, e di New York City and Americas Gateway Chapters.

## Studi
Adriana Cisneros si laureò all'Universita di Colombia nel 2002 e successivamente ha conseguito un master in giornalismo all'Università di New York (2005). Ugualmente, si laureò al programma per lo sviluppo del Liderazgo (PLD) Business School, Università di Harvard nel 2010.